# Paulo Jorge Freire de Melo
Paulo Jorge Freire de Melo ou Paulo Jorge "Cabral" de Mello, que assina em seus trabalhos apenas Paulo Jorge (Maceió, 31 de julho de 1944 — Campos dos Goytacazes, 23 de abril de 2023) foi um pintor, artista plástico, escultor, chargista, professor de desenho e pintura, ilustrador e cartunista brasileiro, radicado no estado do Rio de Janeiro.

## Biografia
Paulo Jorge, nascido em Maceió, mudou-se aos doze anos de idade para o estado do Rio de Janeiro, quando seu pai transferiu-se para a cidade de Campos dos Goytacazes, para chefiar a unidade da Receita Federal neste município. Sua mãe, Eulália Freire de Melo, era professora e artista plástica e influenciou os passos iniciais de seus dois filhos no campo das Artes, o próprio Paulo Jorge e seu irmão Antônio Carlos Cabral de Melo.
Após o falecimento de Antônio Carlos, Paulo Jorge incorporou o sobrenome Cabral como parte do seu nome artístico, passando a se chamar como Paulo Jorge "Cabral" de Mello; mas assinava suas obras apenas como Paulo Jorge.
Estuda no Colégio Salesiano e, aos quinze anos realiza sua primeira exposição artística ainda em Campos dos Goytacazes; também empregou-se numa agência de publicidade da cidade. É em Campos que Paulo Jorge consolidou seu trabalho como artista plástico.
Em 1966 Paulo Jorge muda-se para Brasília, passando a trabalhar no Ministério da Agricultura como desenhista de produção.
Na imprensa, os trabalhos de Paulo Jorge ilustraram as páginas da revista O Cruzeiro.
Uma vez voltando a residir em Campos dos Goytacazes, Paulo Jorge torna-se diretor de produção comercial da TV Norte Fluminense, sediada na cidade, e ainda cria em 1981 a logomarca desta emissora de TV.

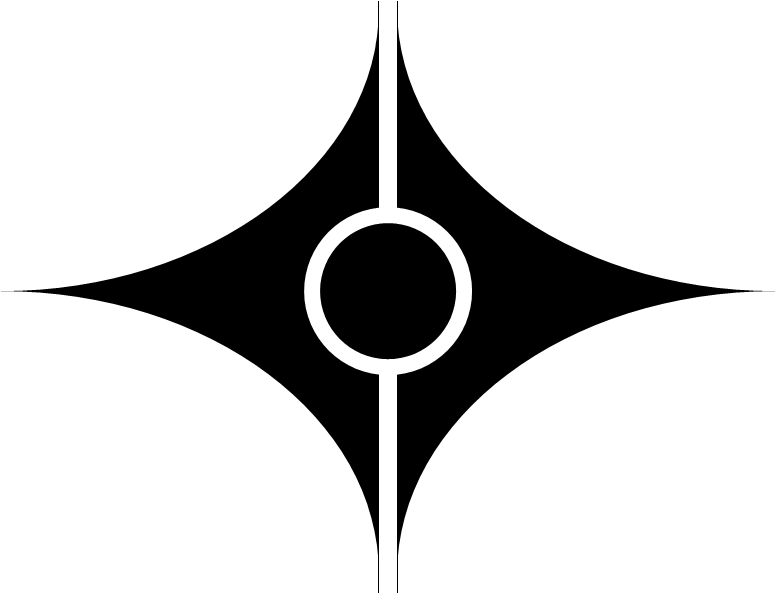
Logomarca criada por Paulo Jorge para a TV Norte Fluminense em 1981, emissora de TV sediada na cidade de Campos dos Goytacazes-RJ

Ainda na década de 1980, Paulo Jorge passaria uma temporada em Alagoas, onde em Maceió concebe o logotipo da Fundação Teotônio Vilela, criada com o objetivo de preservar a memória do ex-senador de Alagoas Teotônio Vilela. Mas volta par a cidade de Campos onde trabalha na unidade do Centro Federal de Educação Tecnológica-Campos e ministra aulas de desenho e pintura no Museu Histórico de Campos.
Na cidade do Rio de Janeiro, em 1984, no Salão Nacional de Artes Plásticas, Paulo Jorge No Rio, em 1984, representou o sue estado natal de Alagoas.
Durante sua vida artística, Paulo Jorge executou mais de 1.500 óleos sobre tela, mostrando seus trabalhos em diversas cidades do Brasil; os temas mais frequentes em suas obras eram vaquejadas, cavalhadas, marinhas e praias, notadamente o  litoral da localidade de Atafona; também valorizaria o folclore nordestino retratando suas lembranças de infância e de suas raízes nordestinas em suas telas.
Em 2010, Paulo Jorge foi o diretor artístico do Presépio Gigante, obra da artista plástica Dilma Carvalho, de Volta Redonda, que foi exposta no Trevo do Índio, o principal acesso de entrada da cidade de Campos. Era com posta por grandes esculturas que representavam os Três Reis Magos se aproximando do lugar onde nascera o Menino Jesus, onde a cada dia as esculturas eram movimentadas de forma com que no Natal eles estivessem junto ao local de nascimento de Cristo.
Entre de muitas exposições coletivas ou individuas das quais participou, os destaques foram “Elas”, de 2012, e “Guerreiras das Alagoas”, de 2014; realizadas no Teatro Municipal Trianon.
Paulo Jorge faleceu em 2023 vítima de um aneurisma, sendo sepultado no Cemitério do Caju, em Campos dos Goytacazes.
O irmão de Paulo Jorge, Antônio Carlos Cabral de Melo, também artista, destacou-se com trabalhos de decoração de salões para festas e carnavais, além de criação de fantasias até para os tradicionais desfiles cariocas do Theatro Municipal do Rio de Janeiro e do Hotel Copacabana Palace; sendo um renomado aderecista.